# Polycentropus halidus
Polycentropus halidus är en nattsländeart som beskrevs av Milne 1936. Polycentropus halidus ingår i släktet Polycentropus och familjen fångstnätnattsländor. Inga underarter finns listade i Catalogue of Life.